# Pinyo Inpinit
Pinyo Inpinit (thailändisch ภิญโญ อินพินิจ, * 1. Juli 1993 in Loei) ist ein thailändischer Fußballspieler.

## Karriere

### Verein
Pinyo Inpinit erlernte das Fußballspielen in der Jugendmannschaft von Police United. Hier unterschrieb er 2013 auch seinen ersten Profivertrag. Der Verein aus der thailändischen Hauptstadt Bangkok spielte in der höchsten Liga des Landes, der Thai Premier League. Nach Vertragsunterschrift wurde er die Hinserie 2013 an den Drittligisten Look Esan FC ausgeliehen. Nach der Ausleihe kehrte er Mitte 2013 zu Police zurück. Ende 2014 musste er mit dem Verein in die zweite Liga absteigen. 2015 wurde er mit Police Meister der zweiten Liga. Da Police Ende 2015 aufgelöst wurde, verließ er den Verein und schloss sich dem ebenfalls in Bangkok beheimateten Port FC an. Hier unterschrieb er einen Zweijahresvertrag. Die Rückserie 2017 wurde er an den Zweitligisten PT Prachuap FC nach Prachuap ausgeliehen. Mit PT belegte man den dritten Tabellenplatz und stieg somit in die erste Liga auf. 2018 unterschrieb er einen Vertrag beim Erstligisten Police Tero FC. Die Rückserie wurde er an den Ligakonkurrenten Air Force Central ausgeliehen. Nachdem beide Vereine Ende 2018 in die zweite Liga absteigen mussten, wechselte er Anfang 2019 zu seinem ehemaligen Klub Port FC. Da er bei Port nicht zum Einsatz kam, wechselte er Mitte 2019 auf Leihbasis zum Zweitligisten Nongbua Pitchaya FC nach Nong Bua Lamphu. Nach der Ausleihe wurde er von Nongbua fest verpflichtet. Mitte 2020 wurde sein Vertrag aufgelöst. Bis Ende Dezember 2020 war er vertrags- und vereinslos. Anfang Januar 2021 verpflichtete ihn der Zweitligist Chiangmai FC aus Chiangmai. Nach 29 Ligaspielen wechselte er im Juli 2022 nach Bangkok zum Ligakonkurrenten Raj-Pracha FC. Am Ende der Saison musste er mit dem Verein den Weg in die dritte Liga antreten. Für Raj-Pracha bestritt er zehn Ligaspiele. Nach dem Abstieg wurde sein Vertrag nicht verlängert. Wo er die Saison 2023/24 gespielt hat, ist unbekannt. Im Juli 2024 verpflichtete ihn sein ehemaliger Verein, der Erstligaabsteiger Police Tero FC. Nach vier Ligaspielen wechselte er im Januar 2025 zum Drittligisten Dome FC. Mit dem Verein aus Pathum Thani spielt er in der Central Region der Liga.

### Nationalmannschaft
Von 2013 bis 2016 spielte Pinyo Inpinit 19-mal für die U23-Nationalmannschaft. Mit der Mannschaft nahm er an den Südostasienspielen 2015 in Singapur teil. Mit dem Team gewann er die Goldmedaille. Im Endspiel besiegte man Myanmar mit 3:0. Seit 2013 spielte er dreimal in der thailändischen Nationalmannschaft. Sein Länderspieldebüt gab er am 13. Juni 2013 in einem Freundschaftsspiel gegen China.

## Erfolge

### Verein
Police United
- Thailändischer Zweitligameister: 2015

### Nationalmannschaft
Thailand U23
- Südostasienspiele:  2015